# Poblat de la Penya Ajuerà (Assuévar)
El Poblat de la Penya Ajuerá és un poblat de l'edat del bronze, situat en un promontori rocós pròxim a la localitat d'Assuévar, comarca de l'Alt Palància, catalogat com Bé d'Interès Cultural segons obra en la Direcció General de Patrimoni Artístic de la Generalitat Valenciana, amb codi identificatiu: 12.07.018-006, no presentant inscripció ministerial, malgrat la seva declaració genèrica amb la tipologia de jaciment arqueològic.

## Història
Assuévar té l'origen en l'Edat de Bronze, al voltant de l'any 1500 aC; època de la prehistòria en el qual existia a la zona un petit poblat situat en l'anomenada "Penya Ajuerá".
Amb el pas del temps la zona va ser ocupada per diferents pobles que van dur a terme transformacions en l'assentament poblacional.

## Descripció
El poblat tenia reduïdes dimensions, i se situava en una elevació que es veia perfectament defensada per escarpes i vessants pronunciades, que reforçaven amb muralles construïdes en les zones més accessibles.
Actualment del poblat es poden apreciar les restes d'unes alineacions de pedra que presenten disposició circular, que apareixen cobertes de pedres soltes i abundant vegetació. També es veuen alineacions de pedra que podria considerar-se part d'una muralla.
A la Penya Ajuerá, promontori rocós situat en les proximitats de la població, s'obre un arc (de 8 metres d'altura i entre 2 i 5 metres d'amplada), que comunica les dues parts de la muntanya, i que es veu des de tot el terme. Geològicament el promontori està constituït per les calcàries dolomítiques gris blavoses molt tableadas i fràgils que solen predominar per la zona. Al costat de l'arc natural hi ha algunes coves petites i abrics, destacant una obertura a la part posterior, que pot semblar una simple esquerda, però que penetra fins a 15 metres seguint una trajectòria sinuosa i arribant a aconseguir uns 10 metres per sobre del camí que condueix l'arc natural, podent-se considerar com la cova, de formació erosiva, més profunda trobada a la zona.